# بوبکر سانوگو
ابو بکر سانوغو (انگلیسی: Boubacar Sanogo؛ زاده ۱۷ دسامبر ۱۹۸۲) یک بازیکن فوتبال اهل ساحل عاج است.